# Guayaquila fusiformis
Guayaquila fusiformis är en insektsart som beskrevs av Fowler. Guayaquila fusiformis ingår i släktet Guayaquila och familjen hornstritar. Inga underarter finns listade i Catalogue of Life.